# Schloss Tirschenreuth

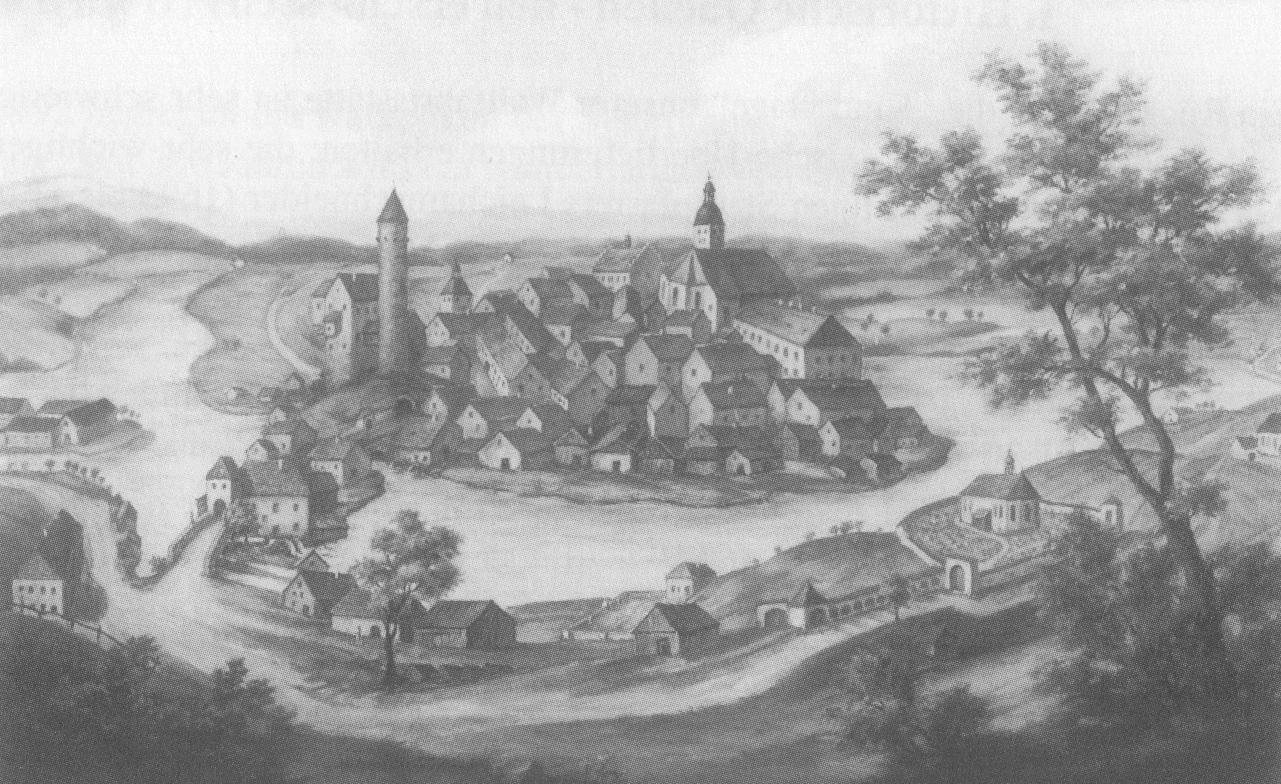
Inselstadt Tirschenreuth mit Schloss, Josef Zwerenz (um 1730)

Das Schloss Tirschenreuth begann als Stadtburg von Tirschenreuth, die 1633 im Dreißigjährigen Krieg einem Stadtbrand zum Opfer fiel.
Das Schloss geht zurück auf einen um 1330  vom Waldsassener Abt Johannes IV. Grübel errichteten Bau. Als Stadtburg war die Anlage Teil der Verteidigungsanlage der Stadt, zu der auch die Stadtmauer und das darumliegende Gewässer zählten. Sie schützte nicht nur den unmittelbaren Zugang zur Stadt, sondern war auch Teil des Verteidigungssystems des Stiftlandes. Sie wurde im Laufe der Zeit immer weiter zu einer Schlossanlage ausgebaut. Zum Schloss gehörten ein mehr als 20 Meter hoher Turm sowie verschiedene Amtsgebäude und Gebäude für die Äbte und Beamte des Klosters. 1633 brannte die Anlage ab und wurde nicht wieder aufgebaut. Informationen bietet die Ausstellung zur Geschichte der Stadt Tirschenreuth im Museumsquartier Tirschenreuth.